# Apteronotus spurrellii
Apteronotus spurrellii är en fiskart som först beskrevs av Regan, 1914.  Apteronotus spurrellii ingår i släktet Apteronotus och familjen Apteronotidae. Inga underarter finns listade i Catalogue of Life.